# أندرو ريستريبو
أندرو ريستريبو (بالإنجليزية: Andrew Restrepo)‏ هو لاعب كرة قدم أمريكي، ولد في 8 أكتوبر 1970 في بريدجبورت في الولايات المتحدة. لعب مع أتلانتا سيلفرباكس وإنديبنديينتي سانتا في ونيويورك ريد بولز.

## وصلات خارجية
- أندرو ريستريبو على موقع الدوري الأمريكي (الإنجليزية)
- أندرو ريستريبو على موقع قاعدة بيانات كرة القدم.إي يو (الإنجليزية)